# Acanthodactylus dumerilii
Acanthodactylus dumerilii este o specie de șopârle din genul Acanthodactylus, familia Lacertidae, ordinul Squamata, descrisă de Milne-edwards în anul 1829. Conform Catalogue of Life specia Acanthodactylus dumerilii nu are subspecii cunoscute.